# Leptochloa eleusine
Leptochloa eleusine là một loài thực vật có hoa trong họ Hòa thảo. Loài này được (Nees) Cope & N.Snow mô tả khoa học đầu tiên năm 1998.